# 전북원음방송
전북원음방송 (全北圓音放送)은 대한민국의 원음방송 전북특별자치도 전지역 네트워크권의 FM 라디오 방송국과 TV 방송국이다. 원불교의 주도로 설립된 재단법인 원음방송이 운영한다.

## 방송국 연혁
- 1989년 9월 29일 : 원불교 방송국 설립 준비위원회 결성
- 1993년 6월 25일 : WBS원음방송 설립추진 발기인 총회
- 1993년 7월 6일 : 원음방송 설립허가추천신청서 제출 (공보처)
- 1997년 12월 4일 : 재단법인 WBS원음방송 설립 및 방송국 설립허가추천서 발급신청
- 1997년 12월 15일 : WBS원음방송 설립허가 추천 (공보처 발행 84521-638)
- 1997년 12월 17일 : 재단법인 WBS원음방송 허가 (공보처 발행 84500-643)
- 1998년 10월 7일 : WBS원음방송 인터넷 방송개시 (www.wbsfm.com)
- 1998년 11월 30일 : 원불교 중앙본부가 위치해 있는 전라북도 익산시에서 개국 (출력 3㎾/FM 97.9㎒/호출부호 : HLDV)
- 2012년 4월 26일 : WBS원음방송 대표홈페이지 주소변경 및 확대 개편 (www.wbsi.kr)
- 2014년 9월 5일 : WBS원음방송 애플리케이션 오픈
- 2015년 1월 13일 : WBS TV 사업 수위단회 의결
- 2015년 4월 17일 : WBS TV 방송채널사용사업자 등록 (미래창조과학부)
- 2015년 9월 1일 : 새 CI 변경
- 2024년 1월 18일 : 전북특별자치도 익산시 익산대로 501

## 방송 송출 시설망
| 방송국       | 호출부호 | 송신소명      | 주파수    | 공중선전력 | 송신소 위치                   | 방송구역 |
| ------------ | -------- | ------------- | --------- | ---------- | ----------------------------- | --- |
| 전북원음방송 | HLDV-FM  | 모악산 송신소 | FM 97.9㎒ | 3㎾        | 전북 김제시 금산면 금산리 산1 | 전주시 일원, 익산시 일부, 군산시 일부, 김제시 일부, 남원시 일부, 정읍시 일부, 순창군 일부, 고창군 일부, 무주군 일부, 부안군 일부, 완주군 일부, 임실군 일부, 장수군 일부, 진안군 일부 |

### 라디오 시보 멘트
- 맑고 밝고 훈훈한 전북원음방송이 OO시를 알려드립니다. FM 97.9MHz WBS 전북원음방송입니다. HLDV

## 방영 프로그램
2020년 3월 2일부터 현재까지는 매일 오후 1시 55분, 오후 3시 55분, 저녁 7시 55분에는 1분간 성인가요 3곡을 짦게 들려주는 《1분 핫송》을 송출하고 있다. 설날, 추석 등 명절 연휴기간에는 《가는 길 오는 길 신청곡을 받습니다》로 대체되어 실시간 음악과 함께 생방송으로 진행된다. 첫째마당부터 여덟째마당까지 아침 7시부터 밤 12시(자정)까지 방송되며 1970년대부터 1990년대까지의 추억의 가요 및 2000년대 이상의 최신가요에 한하여 청취자들의 사연 및 신청곡을 받아서 선곡하고 있다.
- 성지의 아침 (매일)
- 하루를 여는 기도 (매일)
- 라디오 전서 (월요일 ~ 토요일)
- 교산 이성택 교무의 깨달음의 노래 (월요일 ~ 토요일)
- 특별한 아침! 정연아입니다 (월요일 ~ 금요일)
- 노래하나 추억둘 (매일)
- 원음의 소리 (월요일 ~ 금요일)
- 독경으로 일심을 (매일)
- 김희원의 기분좋은 12시! (매일)
- 진문진 교무의 가요세상 (월요일 ~ 금요일)
- 박PD의 음악의 온도_전북 (월요일 ~ 금요일)
- 둥근소리 둥근이야기 (월요일 ~ 금요일)
- 아름다운 인생, 이동은입니다 (매일)
- 일원의 하모니 (월요일 ~ 금요일)
- 저녁심고 (월요일 ~ 금요일)
- 율타원 김혜봉 교무의 경전 강의 (월요일 ~ 금요일)
- 법문이 있는 음악카페 (매일)
- 자정기도 (매일)
- 일요법회 (일요일)
- 상생의 멜로디 (토요일)
- 군종의 시간 (토요일)
- 심쿵! 2시 (토요일 ~ 일요일)
- 심쿵! 4시 (토요일 ~ 일요일)
- 최진용 박사의 건강상담소 (일요일)
- 교리 공부방 (토요일 ~ 일요일)

## 정규방송시간
- 새벽 5시 ~ 다음날 새벽 5시 (24시간)

## 같이 보기
- BBS전북불교방송
- febc전북극동방송
- 전북CBS
- JTV 전주방송
- 전주MBC
- KBS전주방송총국
- TBN 전북교통방송